# Société de Saint Patrick pour les missions étrangères
La Société de Saint Patrick pour les missions étrangères (en latin : Societas Sancti Patritii pro Missionibus ad Exteros) ou Pères de Kiltegan est une société de vie apostolique de droit pontifical.

## Historique
L'évêque irlandais Joseph Shanahan, missionnaire de la Congrégation du Saint-Esprit et vicaire apostolique du Nigeria méridional vient en tournée en Irlande en 1920 pour inviter les prêtres diocésains à participer à l'évangélisation de l'Afrique pendant cinq ans. Il était en effet débordé avec seulement une vingtaine de prêtres pour un immense territoire de huit millions d'habitants. Patrick Joseph Whitney (1894-1942), jeune prêtre du diocèse d'Ardagh, se porte volontaire quelques mois plus tard et part pour le Nigeria méridional. Quelques années plus tard, son cousin Patrick Francis Whitney (qui avait travaillé au Nigeria) et Francis Hickey (qui avait travaillé en Australie) se portent aussi volontaires. Considérant l'augmentation du nombre de prêtres missionnaires, ils se réunissent en 1930 dans une maison de Kiltegan, donnée pour eux par un marchand de thé, pour mieux se préparer aux missions africaines et fonder un institut missionnaire irlandais qui permette aux prêtres de partir pour plus longtemps et d'être mieux formés.
Le 17 mars 1932 (jour de la Saint Patrick), ils fondent à Kiltegan la Société avec la devise Caritas urget nos. Le P. Patrick Joseph Withney en est le premier Supérieur général. Les premiers partent en 1937. Avant guerre, ce sont une soixantaine de jeunes prêtres irlandais qui partent ainsi pour le Nigeria. Le P. Withney devient préfet apostolique d'Ogoja en 1938. Au début, les prêtres partent pour le Nigeria et le Kenya (depuis 1951). Dans les années 1960, leurs missions s'étendent à la demande de Rome au Brésil et à l'île de la Grenade. les missionnaires ont leur propre maison de formation à Kiltegan depuis 1940 et à Cork depuis 1947. Leur nombre augmente très rapidement dans les années 1950 jusqu'à atteindre plus de 200 prêtres. 
Le 9 décembre 1958, le pape Jean XXIII leur accorde le Decretum laudis.
Les années post-conciliaires voient un effondrement des vocations en Europe, mais qui se répercute plus tard en Irlande. Les deux séminaires de la Société du Kenya et du Nigeria ouverts dans les années 1990 répondent désormais aux vocations africaines de la Société. Ils envoient des étudiants à l'université de Nairobi depuis l'an 2000, pour suivre des cours de philosophie et de médecine. L'actuel supérieur général depuis 2014 est le P. Victor Dunne, de nationalité irlandaise. La maison mère historique de Kiltegan s'apprête à laisser la place en 2020 à une nouvelle maison généralice, cette fois-ci située en Afrique, puisqu'il n'y a désormais plus aucune vocation venant d'Irlande.

## Activités et diffusion
Les prêtres de la Société (333 en l'an 2002 sur un total de 382 ; 310 en 2008 sur un total de 383) et les autres membres tentent de répondre aux besoins de tous les hommes autour de leurs vingt-six maisons. En Afrique, ils sont présents actuellement en Afrique du Sud, au Cameroun, au Kenya, au Malawi, en Ouganda, au Soudan du Sud, en Zambie et au Zimbabwe; en Amérique, ils sont présents au Brésil et à la Grenade, ainsi que dans le New Jersey et à Chicago. En Europe, la Société est présente à Rome, en Angleterre, en Écosse, au pays de Galles et bien sûr en Irlande.
La maison-mère se trouve à Kiltegan dans le comté de Wicklow.
La Société édite depuis 1938 Africa Magazine qui publie neuf numéros par an.

### Article lié
- Missions catholiques aux XIXe et XXe siècles